# (831) Статира
(831) Стати́ра (лат. Stateira) — астероид главного пояса, который входит в состав  семейства Баптистины. Он был открыт 20 сентября 1916 года немецким астрономом Максом Вольфом в обсерватории Хайдельберг и назван в честь Статиры, жены персидского царя Артаксеркса II.

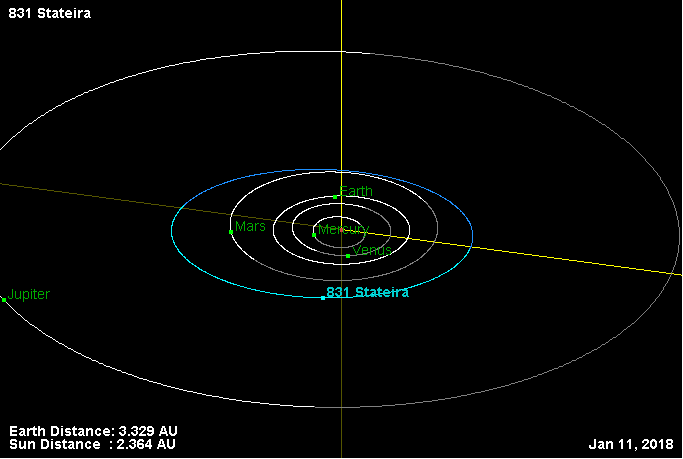
Орбита астероида Статира и его положение в Солнечной системе

## Сближения
| дата             | а. е.    | расстояний до Луны | небесное тело |
| ---------------- | -------- | ------------------ | ------------- |
| 16.06.2029 10:56 | 0,048283 | 18,8               | Ирида         |